# 宁曲
宁曲位于中国青海省玉树藏族自治州东南部的一条河流，是澜沧江上游段扎曲的左岸支流。发源于杂多县东部玛日赛山南麓，向东南流入玉树市西南角（此段也称郭曲），左纳梭啰涌后转南流，进入囊谦县西北部后复转东南流，最后于囊谦县觉拉乡政府驻地西南约3.5千米处
注入扎曲。河流全长80.1千米，流域面积1169平方千米。宁曲流域为高山峡谷地貌，牧草丰美，属于纯牧业区，各季牧帐散布在干流两岸。